# Qovurma

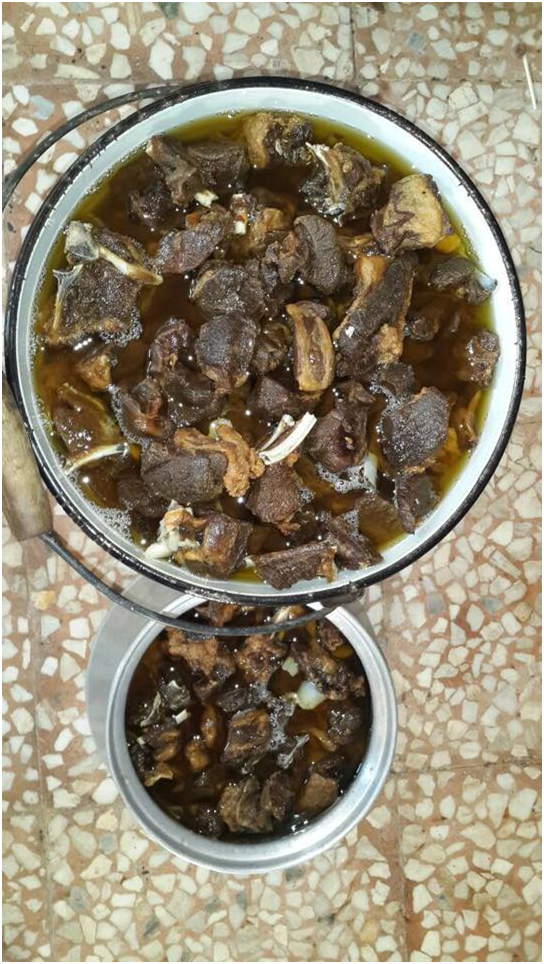
Exemple de qovurma.

La qovurma est un plat cuisiné traditionnel de la cuisine azerbaïdjanaise. Il en existe plusieurs variétés, qui consistent toutes à faire mijoter de la viande avec des fruits, des herbes ou des légumes.

## Étymologie
Le mot « qovurma » descendrait d'une racine turque prototypique qawirma, enregistrée pour la première fois au XIIIe siècle, et qui aurait pu être répandue dans la région par les classes supérieures à l'époque timouride.
Bien qu'il soit parfois traduit par kourma, le plat n'a aucun rapport culinaire avec le korma du sous-continent indien et ce, bien que les deux noms dérivent de la même racine turque.

## Préparation
En Azerbaïdjan, la qovurma fait référence à un certain nombre de plats apparentés, dont la plupart commencent par la friture de la viande dans du beurre et qui incluent souvent des fruits secs. Outre les fruits, le verjus, un jus de raisin aigre, est souvent utilisé comme arôme. Des ragoûts similaires aromatisés aux fruits se trouvent dans l'Iran voisin, où ils sont désignés sous le nom de khorech.
Les variétés comprennent la qovurma d'agneau, la qovurma de foie et la qovurma sabzi, ou ragoût d'agneau aux herbes, laquelle est un mélange de cuisine persane et turque : sabzi signifie « vert » en persan. La qovurma sabzi est servie soit accompagné de plov (riz pilaf), soit seul avec du yaourt et de l'ail écrasé. La turşu qovurma combine quant à elle de l'agneau avec des citrons confits et des abricots secs et est aromatisé au curcuma ; tandis que la nur qovurma contient de l'agneau et de la grenade.